# Râul Valea Varului
Râul Valea Varului este un curs de apă, afluent al râului Sebeș. 